# Utreg Punx
Utreg Punx is een Nederlandse verzamelsingle met daarop nummers van vijf  punkbands. Het was de eerste uitgave van Rock Against Records dat voor de Utrechtse punkcultuur een belangrijke rol speelde. The Ex is geen Utrechtse band, echter enkele bandleden woonden er in die tijd wel. Stadsomroep Utrecht zond in 1992 een gelijknamige tv-documentaire uit.

## Nummers
- A1 Lullabies - The System
- A2 Rakketax - Van Agt
- A3 Noxious - Sunday Fools
- B1 The Ex - Stupid Americans
- B2 The Nixe - You Say